# 聯合國安全理事會第56號決議
聯合國安理會56號決議是1948年8月19日在聯合國安全理事會第354次會議通過的。考慮到聯合國調解委員就耶路撒冷情形的通訊，這項決議敦促各國注意聯合國安理會54號決議。安理會斷定有關各方有直接責任阻止任何其屬下的正式及非正式部隊違反停火令，以及從速審判違反此令的個人或部隊，安理會同時決定各方不得以復仇為由違反停火令，亦不得為軍事或政治利益違反停火令。
該決議是逐段表決的，因此沒有對整份決議進行投票通過。

## 外部連結
- 56號決議全文